# 스펫터즈
스펫터즈(Spetters)는 네덜란드에서 제작된 폴 버호벤 감독의 1980년 드라마 영화이다. 한스 반 톤거렌 등이 주연으로 출연하였다.

## 출연

### 주연
- 한스 반 톤거렌

### 조연
- 레니 소우텐디크
- 룻거 하우어